# Al-Hilal Dżuba
Al-Hilal Football Club w skrócie Al-Hilal FC – południowosudański klub piłkarski z siedzibą w Dżubie, występujący w pierwszej lidze południowosudańskiej.

## Sukcesy
- I liga[1]:
  - mistrzostwo (2): 2012, 2014.
  - wicemistrzostwo (3): 2015, 2017.

- Puchar Sudanu Południowego[1]:
  - zwycięstwo (3): 2013, 2014, 2015.

## Występy w afrykańskich pucharach
| Sezon | Rozgrywki           | Runda   | Kraj    | Klub            | Dom | Wyjazd | Dwumecz |
| ----- | ------------------- | ------- | ------- | --------------- | --- | ------ | ------- |
| 2018  | Puchar Konfederacji | wstępna | Tunezja | US Ben Guerdane | –   | –      | –       |

## Stadion
Domowe mecze klub rozgrywa na stadionie o nazwie Juba Stadium w Dżubie, który może pomieścić 12000 widzów.